# Відзнаки Президента України «За мужність»
Відзнаки Президента України «За мужність» — зірка «За мужність» і хрест «За мужність» — друга та третя нагороди незалежної України — відзнаки Президента України, та перші, засновані Президентом України Л. Д. Кучмою. Відзнаки засновані відповідно до пункту 9-2 статті 114-5 діючої у 1995 р. Конституції України для нагородження громадян України за особисту мужність і відвагу, виявлені у захисті державних інтересів України, конституційних прав і свобод людини, виконанні військового, службового та громадянського обов'язку.
Нагородження відзнаками здійснювалися у 1995 — 1996 роках, до заснування наступника нагород — відзнаки Президента України — ордена «За мужність». Особи, нагороджені відзнаками Президента України — зіркою «За мужність», хрестом «За мужність» прирівнюються до нагороджених орденом «За мужність» та визнаються кавалерами ордена «За мужність», зберігаючи право на носіння вручених їм відзнак.
Автор зірки та хреста «За мужність» — художник Микола Лебідь.

## Історія нагороди
- 29 квітня 1995 року Указом Президента України Л. Д. Кучми № 340/95 засновані відзнаки Президента України «За мужність» — зірка «За мужність» і хрест «За мужність». Указом також затверджені Положення та опис відзнак. Того ж дня була заснована відзнака Президента України «Іменна вогнепальна зброя».

- 21 серпня 1996 року Указом Президента України Л. Д. Кучми № 720/96 заснована відзнака Президента України — орден «За мужність» I, II, III ступеня. Указом також затверджені Статут відзнаки та опис знаків ордена. До нагороджених орденом «За мужність» були прирівнені особи, нагороджені відзнаками Президента України «За мужність» — зіркою «За мужність» та хрестом «За мужність»; припинено подальше нагородження відзнаками Президента України «За мужність».

- 16 березня 2000 року Верховна Рада України прийняла Закон України «Про державні нагороди України», у якому була встановлена державна нагорода України — орден «За мужність» I, II, III ступеня. Було установлено, що дія цього Закону поширюється на правовідносини, пов'язані з нагородженням осіб, нагороджених відзнаками Президента України до набрання чинності цим Законом; рекомендовано Президентові України привести свої укази у відповідність із цим Законом.

## Положення про відзнаки Президента України «За мужність»
- Відзнаки Президента України — зірку «За мужність» і хрест «За мужність» засновано для нагородження громадян України за особисту мужність і відвагу, виявлені у захисті державних інтересів України, прав і свобод людини, виконанні військового, службового та громадянського обов'язку.
- Відзнакою Президента України — зіркою «За мужність» нагороджуються військовослужбовці, працівники правоохоронних органів та інші особи за виняткову особисту мужність і героїзм, виявлені під час виконання військового, службового, громадянського обов'язку в умовах, пов'язаних з ризиком для життя.
- Відзнакою Президента України — хрестом «За мужність» нагороджуються військовослужбовці, працівники правоохоронних органів та інші особи за заслуги у зміцненні обороноздатності і безпеки України, охороні громадського порядку, боротьбі зі злочинністю, за мужність і відвагу, виявлені під час рятування людей, матеріальних цінностей, ліквідації наслідків стихійного лиха, пожеж, катастроф, а також за інших надзвичайних обставин.
- Особа, нагороджена хрестом «За мужність», може бути відзначена зіркою «За мужність». Повторне нагородження зіркою «За мужність» і хрестом «За мужність» не провадиться.
- Нагородження відзнакою Президента України «За мужність» може бути проведено посмертно.
- Відзнаку Президента України — зірку «За мужність» носять на правому боці грудей, хрест «За мужність» — на лівому.
- Позбавлення відзнаки Президента України «За мужність» може бути проведено Президентом України у разі засудження нагородженого за тяжкий злочин — за поданням суду на підставі та в порядку, встановленому законодавством.
- Після смерті нагородженого відзнака Президента України «За мужність» залишається в сім'ї померлого як пам'ять.

## Опис відзнаки Президента України зірки «За мужність»
- Відзнака Президента України зірка «За мужність» виготовляється із срібла і має форму восьмикутної зірки з пучками розбіжних променів. Посередині зірки розміщено круглий медальйон, покритий темно-малиновою емаллю, у центрі якого — синє емалеве коло із зображенням Державного герба України. У верхній частині медальйона, над колом, — напис: «За мужність», у нижній частині, з боків, — дві лаврові гілки. Пружки медальйона і кола подвійні.
- Усі зображення і напис — рельєфні, позолочені. Розмір зірки між протилежними кінцями променів — 63 мм.
- Зворотний бік знака плоский, з вигравіруваним номером зірки та нарізним штифтом з гайкою для прикріплення відзнаки до одягу.

Надалі дизайн зірки «За мужність» був відтворений у зірці ордена «За мужність» І ступеня.

## Опис відзнаки Президента України хреста «За мужність»
- Відзнака Президента України хрест «За мужність» виготовляється з нейзильберу і має форму хреста з широкими загостреними кінцями. Посередині знака — хрест із позолоченими пружками, покритий білою емаллю, з-під якого розходяться два схрещені мечі вістрям униз. На хресті розміщено круглий медальйон, залитий темно-малиновою емаллю, у центрі якого — синє емалеве коло із зображенням Державного герба України. У верхній частині медальйона, над колом, — напис: «За мужність», у нижній частині, з боків, — дві лаврові гілки. Пружки медальйона і кола, напис, лаврові гілки позолочені. Всі зображення рельєфні. Розмір хреста — 41×41 мм.
- Хрест за допомогою кільця та вушка з'єднується з чотирьохкутною колодкою, обтягнутою шовковою муаровою стрічкою. На стрічці — поздовжні смужки: широкі — жовта посередині і дві сині з боків, вузькі — малинова, біла між ними та жовта по краях. Довжина стрічки — 45 мм, ширина — 28 мм; ширина смужок — 8 мм і 1 мм.
- Зворотний бік знака плоский, з вигравіруваним номером хреста.
- На зворотному боці колодки — застібка для прикріплення відзнаки до одягу.

Надалі дизайн хреста «За мужність» був відтворений у ордені «За мужність» ІІІ ступеня.

## Нагороджені зіркою «За мужність»
| Нагороджений                  | Нагороджений | Підстава |             | Дата             | Указ      |
| Яковенко Михайло Гнатович     | командир оперативного взводу батальйону міліції швидкого реагування «Беркут» Управління МВС України в Луганській області, підполковник міліції                      | за особисту мужність і героїчні дії під час затримання озброєних злочинців                                                              | (посмертно) | 7 травня 1995    | № 352/95  |
| Царенко Максим Володимирович  | загоновий вожатий оздоровчого табору «Червоні вітрила», м. Євпаторія, студент IV курсу Вінницького державного педагогічного інституту                               | за виняткову особисту мужність і героїзм, сміливі та рішучі дії, виявлені при врятуванні дітей в умовах, пов'язаних з ризиком для життя |             | 23 серпня 1995   | № 770/95  |
| Вакуленко Леонід Миколайович  | командир вертольотної ескадрильї Національної гвардії України, підполковник гвардії                                                                                 | за особисту мужність і високий професіоналізм, виявлені при виконанні військового обов'язку                                             |             | 2 листопада 1995 | № 1004/95 |
| Полтава Олександр Адамович    | заступник командира взводу — командир відділення інженерно-саперної роти окремого спеціального батальйону миротворчих сил ООН у колишній Югославії, старший сержант | за особисту мужність і героїзм, виявлені під час виконання військового обов'язку                                                        | (посмертно) | 1 грудня 1995    | № 1109/95 |
| Недужий Віталій Віталійович   | командир відділення окремого батальйону патрульно-постової служби міліції при Вінницькому міському управлінні УМВС України у Вінницькій області, лейтенант міліції  | за особисту мужність і героїзм, виявлені під час затримання озброєних злочинців, самовіддане служіння справі                            | (посмертно) | 18 грудня 1995   | № 1155/95 |
| Рубежанський Валерій Іванович | оперуповноважений — черговий районного відділу Донецького міського управління УМВС України в Донецькій області, капітан міліції                                     | за особисту мужність і героїзм, виявлені під час затримання озброєних злочинців, самовіддане служіння справі                            | (посмертно) | 18 грудня 1995   | № 1155/95 |
| Сибірцев Олександр Петрович   | начальник Артемівського міського відділу Управління Служби безпеки України по Донецькій області, підполковник                                                       | за особисту мужність і відвагу, виявлені під час виконання службового обов'язку, відданість справі                                      | (посмертно) | 23 березня 1996  | № 205/96  |
| Кібенок Віктор Миколайович    | начальник караулу воєнізованої пожежної частини № 6 по охороні міста Прип'ять, Герой Радянського Союзу                                                              | за виняткову особисту мужність і самовідданість, високий професіоналізм, виявлені під час ліквідації аварії на Чорнобильській АЕС       | (посмертно) | 26 квітня 1996   | № 297/96  |
| Правик Володимир Павлович     | начальник караулу воєнізованої пожежної частини № 2 по охороні Чорнобильської АЕС, Герой Радянського Союзу                                                          | за виняткову особисту мужність і самовідданість, високий професіоналізм, виявлені під час ліквідації аварії на Чорнобильській АЕС       | (посмертно) | 26 квітня 1996   | № 297/96  |